# Gridando amore/Adda' turna'
Gridando amore/Adda' turna' è un singolo del cantautore italiano Renato Rascel, pubblicato nel 1961 dalla RCA Italiana.

## Tracce
LATO A
1. Gridando amore (testo: A. Rocca – musica: Renato Rascel)

LATO B
1. Adda turna' (testo: Antonio De Paolis – musica: Noé Frascaro e Cino Tortorella)